# Vyborg
Vyborg (rusky Выборг, finsky Viipuri, švédsky Viborg, německy Wiburg) je město na severozápadě Ruska v Leningradské oblasti. Leží na Karelské šíji ve Vyborském zálivu, 130 km severozápadně od Petrohradu a 38 km jižně od hranice s Finskem. Žije v něm téměř 72 000 lidí.

## Historie

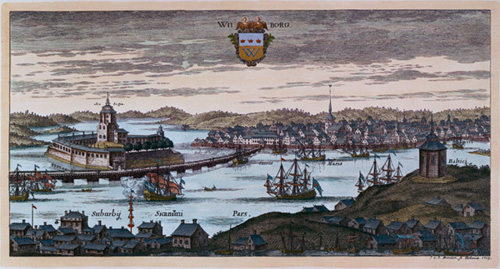
Vyborg v roce 1709

Oblast dnešního Vyborgu byla starodávným obchodním centrem na západní větvi řeky Vuoksi tekoucí z jezera Saimaa přímo do Finského zálivu, která později vyschla. Žili zde Karelové, finické kmeny, které postupně přešly pod vládu Novgorodu a Švédska.
První Vyborský hrad byl založen roku 1293 během třetí švédské křížové výpravě maršálem Torkelem Knutssonem. O hrad se mezi Švédskem a Novgorodem bojovalo dlouhá desetiletí. Vyborg se stal definitivně částí Švédska roku 1323 po uzavření Nöteborského míru. Přestál pak i dlouhé dobývání ruského vojevůdce D. Ščenji, během rusko-švédské války v letech 1496–1499. Teprve Petr I. město roku 1710 dobyl a to patřilo až do roku 1917 Rusku. Po bolševické revoluci 1917 přešlo pod nově vzniknuvší Finsko a roku 1940 po krátké, ale kruté Zimní válce mezi SSSR a Finskem,  se stalo opět ruským (sovětským). Bylo to jednou z podmínek mírové smlouvy, která byla podepsána 12. března 1940. V té době to bylo čtvrté největší finské město.

## Infrastruktura
Ve Vyborgu sídlí jedno oddělení ruské Severovýchodní akademie pro státní zaměstnance a pobočka státní Inženýrsko-ekonomické akademie v Petrohradu.
V blízkosti Vyborgu je umístěno technické zařízení pro výměnu elektrické energie mezi sítěmi Ruska a skandinávských zemí. Celková kapacita přenosu energie činí až 1065 megawattů.
Ve Vyborgu začíná plynovod Nord Stream, kterým byl mezi léty 2011 až do sabotáže v roce 2022 dopravován zemní plyn z ruských nalezišť do Německa.

## Fotogalerie

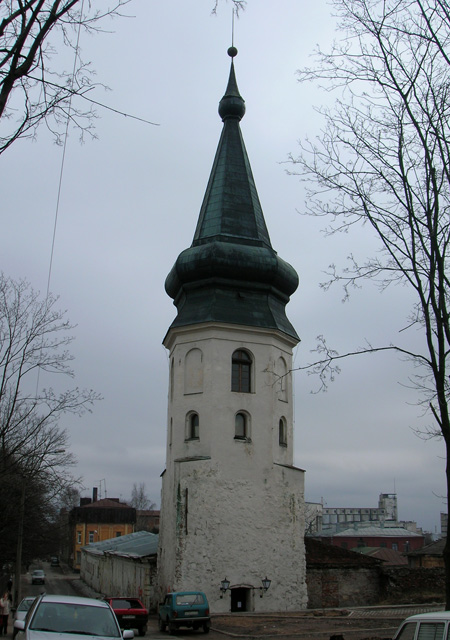
Radniční věž (cca 1500)
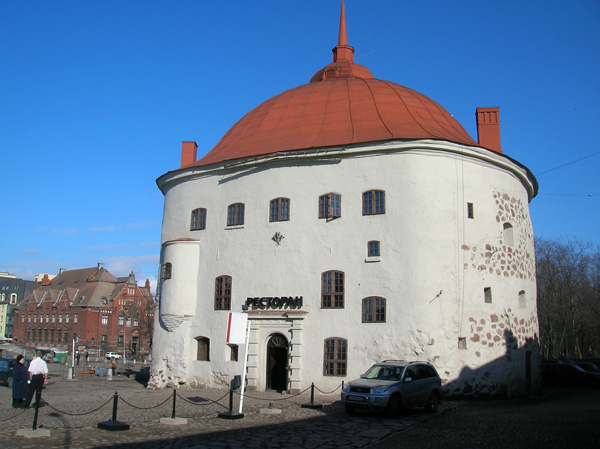
Kulatá věž (cca 1550)
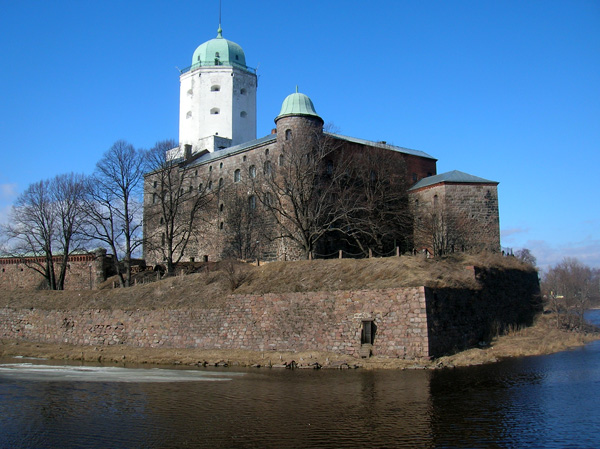
Vyborský hrad
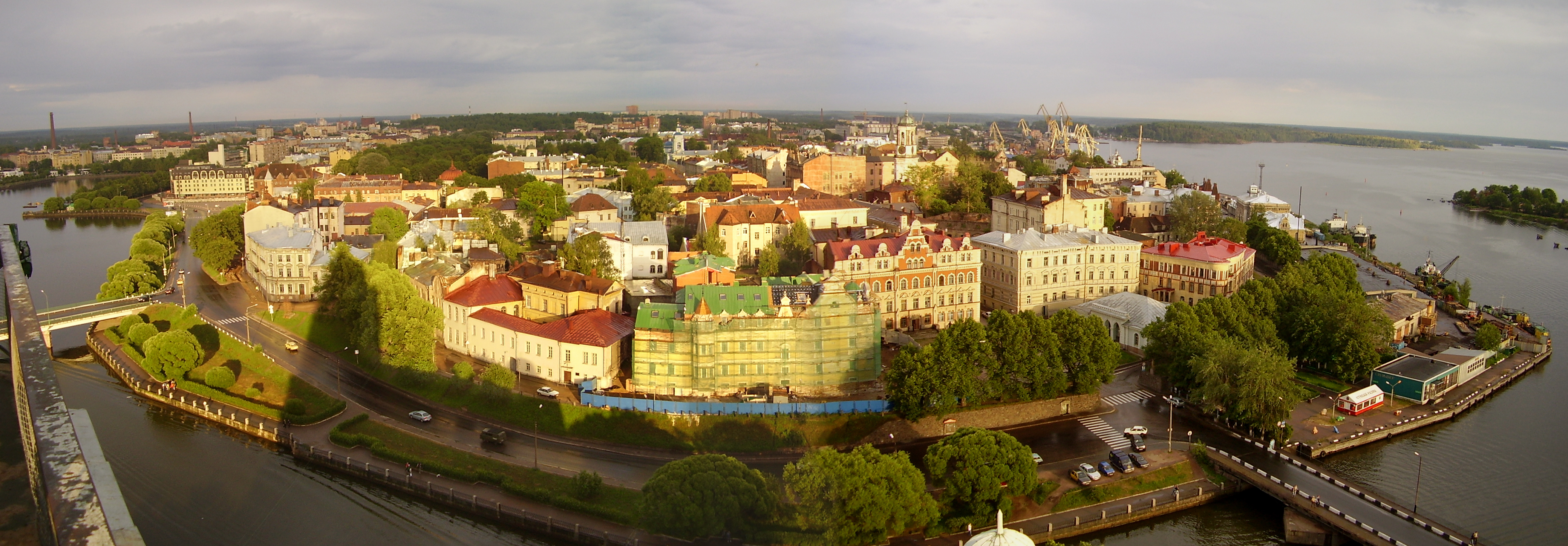
Město z věže svatého Olafa
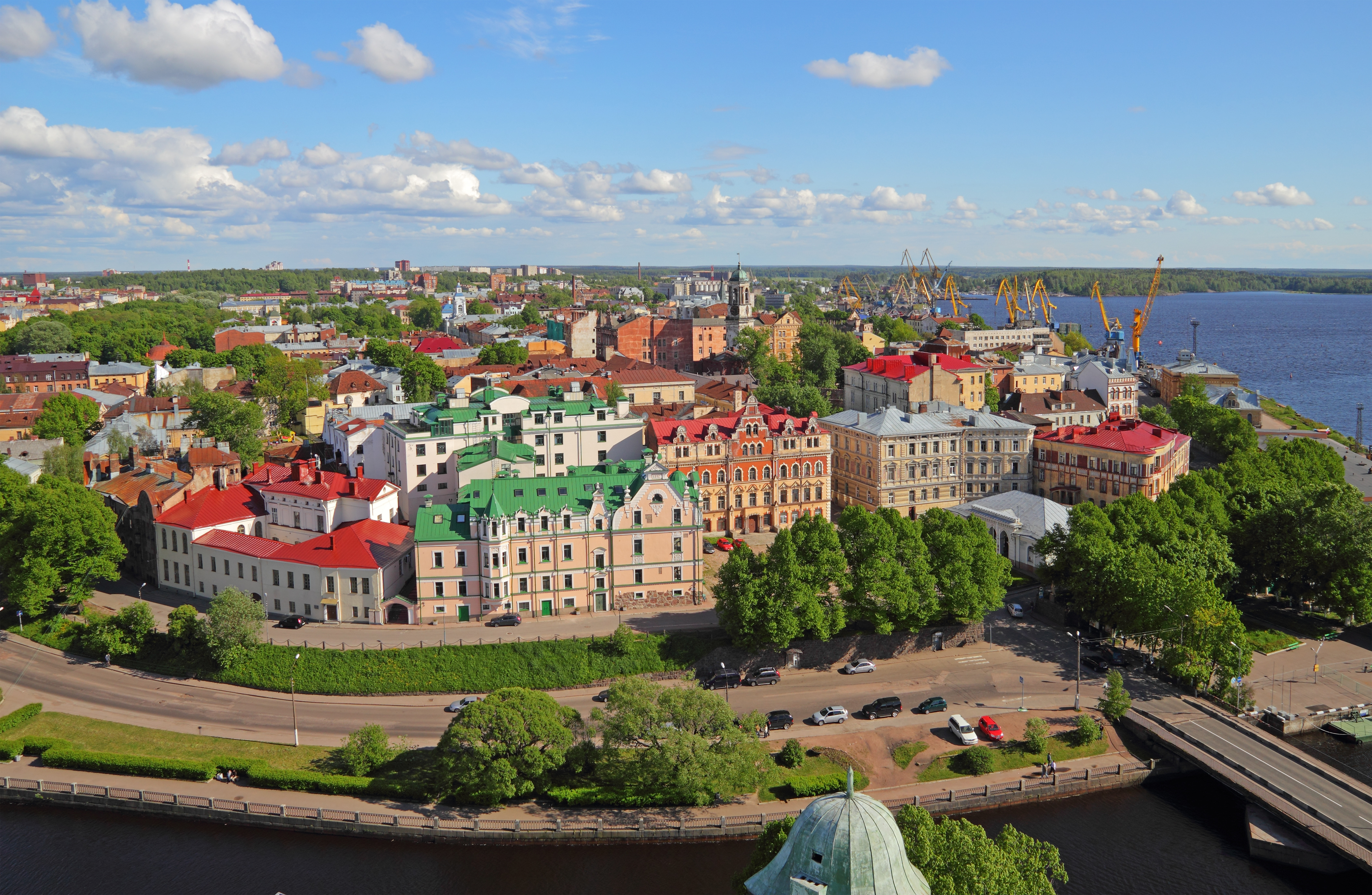
Pohled z věže svatého Olafa
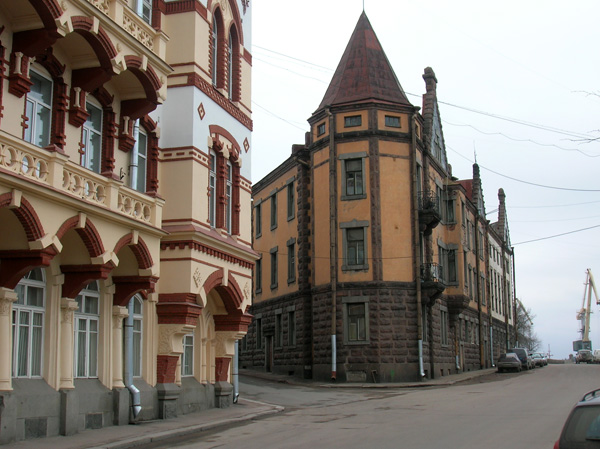
Ulice v centru Vyborgu
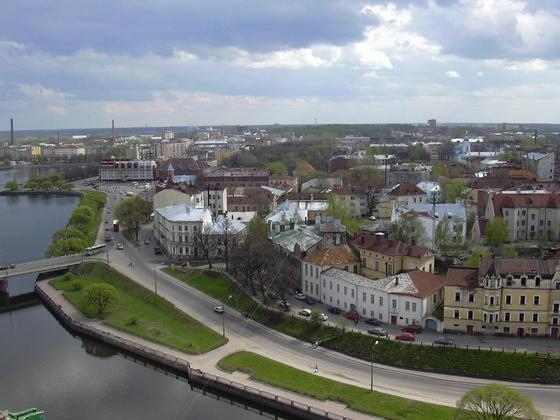
Vyborg z věže hradu

#### Texty
- Slovníkové heslo Vyborg ve Wikislovníku
- Oficiální stránky Vyborgu
- Historie Vyborgu
- Vyborská knihovna

#### Mapy
- Vyborg v roce 1939
- Vyborg v roce 1902 Archivováno 2. 2. 2007 na Wayback Machine.
- Vyborg okolo roku 1750 Archivováno 17. 12. 2006 na Wayback Machine.